# Matakitaki (rivière)
La rivière Matakitaki  (en anglais : Matakitaki River) est un cours d’eau situé au nord de l’Île du Sud de la Nouvelle-Zélande.

## Géographie
C’est un affluent supérieur du fleuve Buller. Il s’écoule vers le nord et l’ouest sur 65 kilomètres de sa source au nord du col de Lewis Pass, rejoignant le fleuve Buller au niveau de la ville de Murchison. Son principal affluent est la rivière Glenroy . 

## Activités d’eau vive

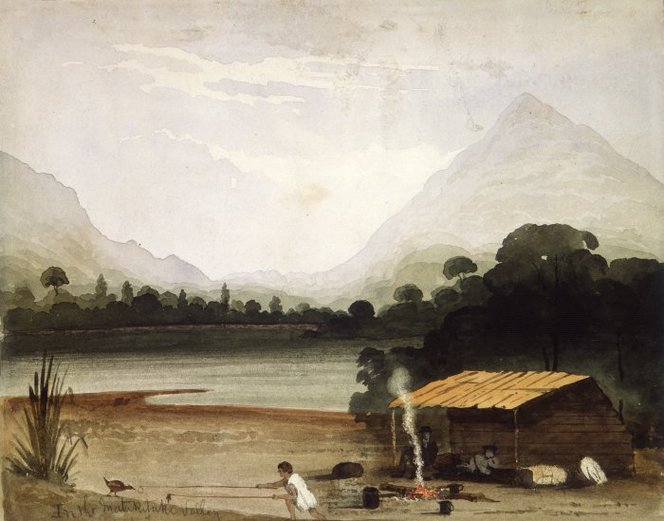
Peinture par William Fox de 1847 durant l’exploration par Thomas Brunner et Charles Heaphy, qui se reposent au refuge avec leur guide Maori prenant au lacet un Râle wéka

La rivière a deux excellentes sections d’eau vive, qui sont fréquemment descendues à la pagaie.    
La section de  "Middle Matakitaki" est à 10 km en amont de la ville de Murchison, et est classée Grade/Class 2+, avec d’excellents spots de jeux .
La section "Lower Matakitaki" est à peu de distance en amont de Murchison, et fournit un court parcours très technique et pouvant atteindre le Grade/Class 3+ en cas de flux moyen , et même  Grade/Class 4 en période de hautes eaux.
La rivière  Matakitaki et ses affluents sont connus pour la recherche d’or, tant dans le passé qu’actuellement. L’or fluvial est réputé pour sa haute pureté et souvent  retrouvé sous forme native. De nombreux fonds de rivière sont l’objet d’activité d’extraction minière, comprenant deux opérations de dragage directement dans le lit de la rivière, tant dans la partie inférieure que moyenne du cours de la rivière.

## La pèche à la Truite
Il existe une activité de pèche extrêmement  importante et réputée non seulement pour le nombre de prises mais aussi pour ses trophées de pèche en rivière.

## Centrale Hydro-électrique
La société « Network Tasman » a proposé l’installation d’une station hydro-électrique de  30 MW sur le cours de la rivière . Mais l’association Whitewater NZ prétend que cela interfèrerait avec les activités populaires d’eau vive de Middle Matakitaki .
Finalement « Network Tasman » a annoncé en 2012 que les projets de développements hydro-électriques de la rivière  était suspendus pour des raisons  économiques .